# Philacra
Philacra es un género de árboles perennes o arbustos que pertenecen a la familia Ochnaceae. Son nativos de los bosques tropicales de Brasil. Comprende 4 especies descritas y  aceptadas.

## Taxonomía
El género fue descrito por John Duncan Dwyer y publicado en Brittonia 5: 124. 1944.  La especie tipo es: Philacra duidae (Gleason) Dwyer	

## Especies aceptadas
A continuación se brinda un listado de las especies del género Philacra  aceptadas hasta mayo de 2014, ordenadas alfabéticamente. Para cada una se indica el nombre binomial seguido del autor, abreviado según las convenciones y usos: 
- Philacra auriculata Dwyer
- Philacra duidae (Gleason) Dwyer
- Philacra longifolia (Gleason) Dwyer
- Philacra steyermarkii Maguire